# David López-Zubero
Pour les articles homonymes, voir David López, López et Zubero.
David López-Zubero Purcell, né le 11 février 1959, est un nageur espagnol, spécialiste de la nage papillon.

## Biographie
David López-Zubero participe à trois Jeux olympiques, les 1ers en 1976. Lors de sa 2e participation, soit en 1980 à ceux de Moscou, il se classe à la 3e place de l'épreuve du 100 m papillon ; cette médaille de bronze est la 1re médaille obtenue par la natation espagnole aux Jeux olympiques.
Dans cette même discipline, il est vice-champion d'Europe en 1983.
Dans les années 1990, il est entraîneur assistant à la Pine Crest School, à Fort Lauderdale.
À la Saint Mark's Episcopal School à Fort Lauderdale, il est professeur de sciences, de 2004 à 2007 et entraîneur de natation de 2004 à 2006.

## Exploits familiaux
David López-Zubero est le frère aîné de Martín López-Zubero, le champion olympique de l'épreuve du 200 m dos en 1992, à Barcelone.
Dans l'histoire de la natation olympique, David et Martín sont la 4e paire de frères à être médaillée, après Duke et Sam Kahanamoku, Warren et Pua Kealoha dans les années 1920, Bruce et Steve Furniss dans les années 1970.

## Palmarès

### Jeux olympiques d'été
- Jeux olympiques d'été de 1980 à Moscou  Union soviétique
  -  médaille de bronze de l'épreuve du 100 m papillon (55 s 13)

### Championnats d'Europe
- Championnats d'Europe 1983 à Rome ( Italie)
  -  médaille d'argent de l'épreuve du 100 m papillon (54 s 77)